# Prima Divisione (1923/1924)
Prima Divisione 1923/1924 (z wł. Pierwsza Dywizja) – 24. edycja najwyższej w hierarchii klasy mistrzostw Włoch w piłce nożnej, organizowanych przez FIGC, które odbyły się od 7 października 1923 do 7 września 1924. Mistrzem został Genoa, zdobywając swój dziewiąty tytuł.

## Organizacja

W sezonie 1923/1924 po raz pierwszy pojawiła się tarcza Scudetto.

Federacja po raz pierwszy wprowadziła odznakę Scudetto. 
Mistrzostwa rozgrywano w dwóch ligach, kierowanych przez Ligę Północną (Lega Nord) oraz Ligę Południową (Lega Sud).
Liczba uczestników w Lega Nord została zmniejszona z 36 do 24 drużyn, a w Lega Sud zwiększona z 20 do 21 uczestników.
Kluby z Lega Nord podzielono na dwie grupy po 12 drużyn. Następnie zwycięzcy grup walczyli w dwumeczu finałowym o tytuł mistrza Lega Nord.
W równoległym turnieju Lega Sud najpierw zostały wyłonione po dwie najlepsze drużyny z regionów Apulia, Kampania, Lacjum oraz po jednej z regionów Marche i Sycylia. Następnie zwycięzcy dwóch grup półfinałowych potem walczyli o tytuł mistrza Lega Sud.
W finale narodowym (wł. Finalissima) mistrz Lega Nord grał z mistrzem Lega Sud o mistrzostwo Włoch.

## Kluby startujące w sezonie

### Lega Nord
Grupa A
| Klub            | Miasto               | Stadion                       |
| --------------- | -------------------- | ----------------------------- |
| Alessandria     | Alessandria          | Campo degli Orti              |
| Brescia         | Brescia              | Stadio di via Cesare Lombroso |
| Casale          | Casale Monferrato    | Stadio Natale Palli           |
| Genoa           | Genua                | Stadio di via del Piano       |
| Internazionale  | Mediolan             | Campo di via Goldoni          |
| Juventus        | Turyn                | Stadio di corso Marsiglia     |
| Livorno         | Livorno              | Campo di Villa Chayes         |
| Modena          | Modena               | Campo di via Fontanelli       |
| Novara          | Novara               | Campo di via Lombroso         |
| Padova          | Padwa                | Stadium                       |
| Sampierdarenese | Sampierdarena, Genua | Stadio di Villa Scassi        |
| Virtus Bologna  | Bolonia              | Campo di via Luigi Valeriani  |

Grupa B
| Klub         | Miasto      | Stadion                      |
| ------------ | ----------- | ---------------------------- |
| Andrea Doria | Genua       | Campo sportivo della Cajenna |
| Bologna      | Bolonia     | Stadio Sterlino              |
| Cremonese    | Cremona     | Campo di via Persico         |
| Legnano      | Legnano     | Stadio Comunale              |
| Milan        | Mediolan    | Campo di viale Lombardia     |
| Novese       | Novi Ligure | Campo di Piazza d'Armi       |
| Pisa         | Piza        | Stadio Arena Garibaldi       |
| Pro Vercelli | Vercelli    | Campo della Fiera            |
| SPAL         | Ferrara     | Campo di Piazza d'Armi       |
| Spezia       | La Spezia   | Stadio Alberto Picco         |
| Torino       | Turyn       | Campo Stradale Stupinigi     |
| Verona       | Werona      | Stadio Marcantonio Bentegodi |

### Lega Sud
Apulia
| Klub            | Miasto | Stadion                  |
| --------------- | ------ | ------------------------ |
| Audace Taranto  | Tarent | Campo del Regio Arsenale |
| Enotria Taranto | Tarent | Campo del Regio Arsenale |
| Foggia          | Foggia | Pista Comunale           |
| Ideale          | Bari   | Campo San Lorenzo        |
| Liberty         | Bari   | Campo San Lorenzo        |
| Pro Italia      | Tarent | Campo del Regio Arsenale |

Kampania
| Klub            | Miasto                  | Stadion                        |
| --------------- | ----------------------- | ------------------------------ |
| Bagnolese       | Bagnoli, Neapol         | Campo Ilva Bagnoli             |
| Cavese          | Cava de’ Tirreni        |                                |
| Internaples     | Neapol                  | Stadio Militare dell'Arenaccia |
| Salernitanaudax | Salerno                 | Campo di Piazza d'Armi         |
| Savoia          | Torre Annunziata        | Campo Oncino                   |
| Stabia          | Castellammare di Stabia | Campo di via Gragnano          |

Lacjum
| Klub           | Miasto | Stadion                              |
| -------------- | ------ | ------------------------------------ |
| Alba Roma      | Rzym   |                                      |
| Fortitudo      | Rzym   | Campo Madonna del Riposo             |
| Juventus Audax | Rzym   | Campo Viale Angelico 71              |
| Lazio          | Rzym   | Stadio della Rondinella via Flaminia |
| Romana         | Rzym   | Campo all'Olmo viale Angelico        |
| Tivoli         | Tivoli |                                      |

Marche
| Klub       | Miasto | Stadion |
| ---------- | ------ | ------- |
| Anconitana | Ankona |         |

Sycylia
| Klub    | Miasto  | Stadion            |
| ------- | ------- | ------------------ |
| Messina | Mesyna  | Stadio Enzo Geraci |
| Palermo | Palermo | Stadio Ranchibile  |

## Lega Nord

### Kwalifikacje

#### Grupa A

##### Tabela
|     | Klub            | LM | Z  | R | P  | GZ | GS | +/- | Pkt. | Uwagi        |
| --- | --------------- | -- | -- | - | -- | -- | -- | --- | ---- | ------------ |
| 1.  | Genoa           | 22 | 14 | 5 | 3  | 50 | 13 | +37 | 33   | Kwalifikacja |
| 2.  | Padova          | 22 | 12 | 5 | 5  | 36 | 18 | +18 | 29   |              |
| 3.  | Internazionale  | 22 | 11 | 5 | 6  | 31 | 25 | +6  | 27   |              |
| 3.  | Livorno         | 22 | 12 | 3 | 7  | 33 | 30 | +3  | 27   |              |
| 5.  | Alessandria     | 22 | 10 | 6 | 6  | 38 | 23 | +15 | 26   |              |
| 5.  | Juventus        | 22 | 11 | 4 | 7  | 37 | 27 | +10 | 26   |              |
| 7.  | Modena          | 22 | 8  | 7 | 7  | 35 | 30 | +5  | 23   |              |
| 8.  | Casale          | 22 | 10 | 2 | 10 | 25 | 34 | -9  | 22   |              |
| 9.  | Sampierdarenese | 22 | 9  | 0 | 13 | 21 | 32 | -11 | 18   |              |
| 10. | Brescia         | 22 | 5  | 3 | 14 | 17 | 39 | -22 | 13   |              |
| 11. | Novara          | 22 | 4  | 4 | 14 | 22 | 41 | -19 | 12   | Baraże       |
| 12. | Virtus Bologna  | 22 | 3  | 2 | 17 | 13 | 46 | -33 | 8    | Spadek       |

##### Wyniki
| Gospodarz \ Gość | ALE | BRE | CAS | GEN | INT | JUV | LIV | MOD | NOV | PAD | SAM | VIR |
| ---------------- | --- | --- | --- | --- | --- | --- | --- | --- | --- | --- | --- | --- |
| Alessandria      | —   | 4:0 | 5:1 | 1:1 | 1:1 | 3:1 | 0:1 | 5:0 | 0:0 | 2:2 | 3:0 | 4:0 |
| Brescia          | 0:0 | —   | 3:0 | 0:1 | 1:1 | 0:2 | 1:0 | 1:1 | 2:1 | 0:1 | 0:2 | 0:1 |
| Casale           | 0:1 | 4:1 | —   | 0:0 | 1:0 | 2:3 | 2:0 | 1:0 | 1:0 | 1:0 | 1:0 | 4:0 |
| Genoa            | 2:0 | 5:0 | 6:1 | —   | 5:1 | 1:1 | 2:0 | 4:1 | 4:0 | 1:2 | 4:0 | 5:0 |
| Internazionale   | 1:0 | 3:0 | 3:0 | 0:2 | —   | 2:2 | 4:0 | 1:1 | 2:1 | 2:1 | 1:0 | 2:0 |
| Juventus         | 3:1 | 0:1 | 3:2 | 0:2 | 2:0 | —   | 1:1 | 0:2 | 2:0 | 3:0 | 4:1 | 1:0 |
| Livorno          | 2:1 | 3:2 | 0:0 | 3:1 | 3:0 | 3:2 | —   | 3:1 | 3:1 | 1:1 | 2:0 | 4:1 |
| Modena           | 5:1 | 2:0 | 2:0 | 0:0 | 1:2 | 1:1 | 3:0 | —   | 7:2 | 0:0 | 2:1 | 2:1 |
| Novara           | 1:2 | 2:1 | 2:3 | 1:2 | 1:1 | 1:0 | 3:0 | 2:2 | —   | 0:0 | 0:2 | 2:1 |
| Padova           | 1:1 | 4:2 | 3:0 | 0:1 | 1:2 | 2:0 | 2:0 | 3:1 | 3:1 | —   | 5:0 | 3:0 |
| Sampierdarenese  | 1:2 | 1:0 | 2:0 | 1:0 | 2:1 | 2:3 | 0:1 | 1:0 | 1:0 | 0:1 | —   | 4:0 |
| Virtus Bologna   | 0:1 | 1:2 | 0:1 | 1:1 | 0:1 | 0:3 | 2:3 | 1:1 | 2:1 | 0:1 | 2:0 | —   |

#### Grupa B

##### Tabela
|     | Klub         | LM | Z  | R | P  | GZ | GS | +/- | Pkt. | Uwagi        |
| --- | ------------ | -- | -- | - | -- | -- | -- | --- | ---- | ------------ |
| 1.  | Bologna      | 22 | 13 | 5 | 4  | 41 | 18 | +23 | 31   | Kwalifikacja |
| 2.  | Torino       | 22 | 12 | 6 | 4  | 43 | 22 | +21 | 30   |              |
| 3.  | Pro Vercelli | 22 | 11 | 6 | 5  | 46 | 23 | +23 | 28   |              |
| 4.  | Verona       | 22 | 8  | 7 | 7  | 43 | 35 | +8  | 23   |              |
| 5.  | Pisa         | 22 | 7  | 8 | 7  | 26 | 35 | -9  | 22   |              |
| 6.  | Andrea Doria | 22 | 7  | 7 | 8  | 28 | 26 | +2  | 21   |              |
| 6.  | Legnano      | 22 | 8  | 5 | 9  | 27 | 26 | +1  | 21   |              |
| 8.  | Cremonese    | 22 | 8  | 4 | 10 | 24 | 31 | -7  | 20   |              |
| 9.  | Milan        | 22 | 7  | 5 | 10 | 38 | 44 | -6  | 19   |              |
| 10. | SPAL         | 22 | 6  | 6 | 10 | 26 | 44 | -18 | 18   |              |
| 11. | Spezia       | 22 | 7  | 3 | 12 | 16 | 35 | -19 | 17   | Baraże       |
| 12. | Novese       | 22 | 5  | 4 | 13 | 21 | 40 | -19 | 14   | Spadek       |

##### Wyniki
| Gospodarz \ Gość | ADO | BOL | CRE | HEL | LEG | MIL | NOV | PIS | PRO | SPA | SPE | TOR |
| ---------------- | --- | --- | --- | --- | --- | --- | --- | --- | --- | --- | --- | --- |
| Andrea Doria     | —   | 0:1 | 4:0 | 4:2 | 4:0 | 1:1 | 0:2 | 1:1 | 1:1 | 0:1 | 1:0 | 2:1 |
| Bologna          | 3:0 | —   | 2:0 | 3:1 | 3:2 | 4:0 | 2:0 | 5:0 | 3:3 | 2:1 | 5:0 | 0:1 |
| Cremonese        | 2:0 | 0:0 | —   | 1:1 | 0:1 | 4:1 | 2:1 | 2:0 | 2:1 | 1:1 | 3:1 | 0:0 |
| Verona           | 2:2 | 2:2 | 2:0 | —   | 3:1 | 5:1 | 5:2 | 2:1 | 1:0 | 8:1 | 2:2 | 1:2 |
| Legnano          | 0:2 | 1:1 | 1:2 | 1:0 | —   | 2:2 | 1:0 | 3:0 | 1:0 | 4:0 | 2:0 | 3:1 |
| Milan            | 1:2 | 1:0 | 0:1 | 2:1 | 2:1 | —   | 5:0 | 5:1 | 1:3 | 3:4 | 3:1 | 0:3 |
| Novese           | 1:0 | 0:1 | 2:0 | 3:0 | 1:1 | 1:2 | —   | 2:2 | 1:1 | 2:1 | 0:1 | 1:4 |
| Pisa             | 2:2 | 2:1 | 2:1 | 1:1 | 1:1 | 2:2 | 1:0 | —   | 1:0 | 2:1 | 2:0 | 1:1 |
| Pro Vercelli     | 2:2 | 0:1 | 4:1 | 3:0 | 1:0 | 2:1 | 3:1 | 4:1 | —   | 6:0 | 4:0 | 0:0 |
| SPAL             | 1:1 | 0:1 | 2:1 | 1:1 | 1:1 | 1:1 | 2:0 | 1:0 | 4:4 | —   | 0:1 | 0:2 |
| Spezia           | 1:0 | 0:0 | 1:0 | 1:2 | 1:0 | 2:1 | 1:1 | 1:4 | 0:2 | 0:1 | —   | 1:0 |
| Torino           | 3:1 | 4:1 | 4:1 | 1:1 | 1:0 | 3:3 | 5:0 | 1:1 | 1:2 | 3:1 | 2:1 | —   |

### Finały
15 czerwca 1924. Genua.
Genoa – Bologna 1:0
22 czerwca 1924. Bolonia.
Bologna – Genoa 0:2

## Lega Sud

### Kwalifikacje

#### Apulia

##### Tabela
|    | Klub            | LM | Z | R | P | GZ | GS | +/- | Pkt. | Uwagi        |
| -- | --------------- | -- | - | - | - | -- | -- | --- | ---- | ------------ |
| 1. | Audace Taranto  | 10 | 7 | 2 | 1 | 16 | 4  | +12 | 16   | Kwalifikacja |
| 2. | Ideale          | 10 | 7 | 1 | 2 | 20 | 6  | +14 | 15   | Kwalifikacja |
| 3. | Liberty         | 10 | 4 | 2 | 4 | 12 | 13 | -1  | 10   |              |
| 3. | Enotria Taranto | 10 | 4 | 2 | 4 | 10 | 11 | -1  | 10   |              |
| 5. | Pro Italia      | 10 | 4 | 0 | 6 | 8  | 13 | -5  | 8    |              |
| 6. | Foggia          | 10 | 0 | 1 | 9 | 3  | 22 | -19 | 1    | Spadek       |

##### Wyniki
| Gospodarz \ Gość | AUD | ENO | FOG | IDE | LIB | PRO |
| ---------------- | --- | --- | --- | --- | --- | --- |
| Audace Taranto   | —   | 4:1 | 3:0 | 2:0 | 1:0 | 1:0 |
| Enotria Taranto  | 2:0 | —   | 1:0 | 1:0 | 1:1 | 0:1 |
| Foggia           | 0:2 | 1:1 | —   | 0:2 | 1:2 | 1:2 |
| Ideale           | 1:1 | 1:0 | 5:0 | —   | 3:1 | 3:0 |
| Liberty          | 0:0 | 3:1 | 2:0 | 1:3 | —   | 2:0 |
| Pro Italia       | 0:2 | 0:2 | 2:0 | 0:2 | 3:0 | —   |

#### Kampania

##### Tabela
|    | Klub            | LM | Z | R | P | GZ | GS | +/- | Pkt. | Uwagi        |
| -- | --------------- | -- | - | - | - | -- | -- | --- | ---- | ------------ |
| 1. | Savoia          | 10 | 9 | 1 | 0 | 21 | 2  | +19 | 19   | Kwalifikacja |
| 2. | Internaples     | 10 | 5 | 2 | 3 | 19 | 9  | +10 | 12   | Kwalifikacja |
| 3. | Cavese          | 10 | 5 | 1 | 4 | 17 | 15 | +2  | 11   |              |
| 4. | Bagnolese       | 10 | 4 | 2 | 4 | 12 | 12 | 0   | 10   |              |
| 5. | Stabia          | 10 | 2 | 2 | 6 | 7  | 17 | -10 | 6    |              |
| 6. | Salernitanaudax | 10 | 0 | 2 | 8 | 7  | 28 | -21 | 2    | Spadek       |

Salernitanaudax po zakończeniu mistrzostw został zdegradowany, ale następnie anulowano spadek, po tym jak jesienią 1924 roku Bagnolese i Stabia zrezygnowali z kolejnych mistrzostw.

##### Wyniki
| Gospodarz \ Gość | BAG | CAV | INT | SAL | SAV | STA |
| ---------------- | --- | --- | --- | --- | --- | --- |
| Bagnolese        | —   | 3:1 | 1:3 | 0:0 | 0:1 | 2:0 |
| Cavese           | 3:1 | —   | 1:1 | 5:2 | 0:3 | 0:2 |
| Internaples      | 1:1 | 0:1 | —   | 5:0 | 0:1 | 2:0 |
| Salernitanaudax  | 0:2 | 0:1 | 1:5 | —   | 0:1 | 1:2 |
| Savoia           | 3:0 | 2:1 | 3:0 | 5:1 | —   | 2:0 |
| Stabia           | 0:2 | 1:4 | 0:2 | 2:2 | 0:0 | —   |

#### Lacjum

##### Tabela
|    | Klub           | LM | Z | R | P  | GZ | GS | +/- | Pkt. | Uwagi         |
| -- | -------------- | -- | - | - | -- | -- | -- | --- | ---- | ------------- |
| 1. | Alba Roma      | 10 | 7 | 2 | 1  | 27 | 9  | +18 | 16   | Kwalifikacja  |
| 2. | Lazio          | 10 | 7 | 1 | 2  | 39 | 11 | +28 | 15   | Baraż o awans |
| 2. | Fortitudo      | 10 | 7 | 1 | 2  | 20 | 5  | +15 | 15   | Baraż o awans |
| 4. | Tivoli         | 10 | 4 | 0 | 6  | 17 | 20 | -3  | 8    |               |
| 5. | Romana         | 10 | 3 | 0 | 7  | 10 | 33 | -13 | 6    | Spadek        |
| 6. | Juventus Audax | 10 | 0 | 0 | 10 | 4  | 39 | -35 | 0    | Spadek        |

##### Wyniki
| Gospodarz \ Gość | ALB | FOR | JUV | LAZ | TIV | USR |
| ---------------- | --- | --- | --- | --- | --- | --- |
| Alba Roma        | —   | 1:1 | 2:0 | 2:2 | 4:0 | 2:0 |
| Fortitudo        | 2:0 | —   | 1:0 | 0:3 | 1:0 | 4:0 |
| Juventus Audax   | 2:6 | 0:5 | —   | 0:6 | 0:2 | 1:4 |
| Lazio            | 2:4 | 1:0 | 8:1 | —   | 4:1 | 5:0 |
| Tivoli           | 0:2 | 0:4 | 4:0 | 2:1 | —   | 6:1 |
| Romana           | 0:4 | 0:2 | 1:0 | 1:7 | 3:2 | —   |

##### Baraże
4 maja 1924. Rzym.
Fortitudo – Lazio 0:2

#### Marche
Anconitana awansowała do półfinałów bez rozgrywania meczów, będąc jedyną drużyną reprezentacyjną Marche.

#### Sycylia

##### Tabela
|    | Klub    | LM | Z | R | P | GZ | GS | +/- | Pkt. | Uwagi        |
| -- | ------- | -- | - | - | - | -- | -- | --- | ---- | ------------ |
| 1. | Palermo | 2  | 1 | 0 | 1 | 2  | 2  | 0   | 2    | Kwalifikacja |
| 2. | Messina | 2  | 1 | 0 | 1 | 2  | 2  | 0   | 2    |              |

##### Wyniki
17 lutego 1924, Palermo
Palermo – Messina 2:1
24 lutego 1924, Mesyna
Messina – Palermo 1:0
Powtórka
9 marca 1924, Mesyna
Messina – Palermo 2:3

### Półfinały

#### Grupa A

##### Tabela
|    | Klub       | LM | Z | R | P | GZ | GS | +/- | Pkt. | Uwagi        |
| -- | ---------- | -- | - | - | - | -- | -- | --- | ---- | ------------ |
| 1. | Savoia     | 6  | 3 | 2 | 1 | 17 | 7  | +10 | 8    | Kwalifikacja |
| 2. | Lazio      | 6  | 3 | 1 | 2 | 16 | 9  | +7  | 7    |              |
| 3. | Ideale     | 6  | 2 | 1 | 3 | 11 | 18 | -7  | 5    |              |
| 4. | Anconitana | 6  | 2 | 0 | 4 | 4  | 14 | -10 | 4    |              |

##### Wyniki
| Gospodarz \ Gość | ANC | IDE | LAZ | SAV |
| ---------------- | --- | --- | --- | --- |
| Anconitana       | —   | 1:0 | 1:0 | 0:1 |
| Ideale           | 5:1 | —   | 3:2 | 1:1 |
| Lazio            | 3:1 | 6:1 | —   | 2:2 |
| Savoia           | 5:0 | 7:1 | 1:3 | —   |

#### Grupa B

##### Tabela
|    | Klub           | LM | Z | R | P | GZ | GS | +/- | Pkt. | Uwagi         |
| -- | -------------- | -- | - | - | - | -- | -- | --- | ---- | ------------- |
| 1. | Alba Roma      | 6  | 3 | 2 | 1 | 16 | 9  | +7  | 8    | baraż o awans |
| 1. | Audace Taranto | 6  | 3 | 2 | 1 | 12 | 10 | +2  | 8    | baraż o awans |
| 3. | Internaples    | 6  | 1 | 3 | 2 | 7  | 9  | -2  | 5    |               |
| 4. | Palermo        | 6  | 0 | 3 | 3 | 9  | 16 | -7  | 3    |               |

##### Wyniki
| Gospodarz \ Gość | ALB | AUD | INT | PAL |
| ---------------- | --- | --- | --- | --- |
| Alba Roma        | —   | 1:1 | 2:0 | 5:1 |
| Audace Taranto   | 3:2 | —   | 1:0 | 2:2 |
| Internaples      | 2:2 | 3:2 | —   | 1:1 |
| Palermo          | 2:4 | 2:3 | 1:1 | —   |

##### Baraże
15 czerwca 1924, Neapol
Alba Roma – Audace Taranto 2:0

### Finały
3 sierpnia 1924, Torre Annunziata
Savoia – Alba Roma 2:0
10 sierpnia 1924, Rzym
Alba Roma – Savoia 1:0
24 sierpnia 1924, Livorno
Savoia – Alba Roma 2:0

## Finał
31 sierpnia 1924, Genua
Genoa – Savoia 3:1
7 września 1924, Torre Annunziata
Savoia – Genoa 1:1

### Skład mistrzów
| formacja (3-4-3)                                                                                                 | Piłkarz (pozycja) |
| --- | ----------------- |
| De Prà Moruzzi De Vecchi Barbieri Burlando Leale Neri Sardi Catto Santamaria Bergamino - Trener: William Garbutt |                   |